# سلالة أنجو-صقلية
سلالة أنجو-صقلية، أو سلالة كابتيان أنجو أو سلالة أنجو-نابولي، كانت سلالة ملكية وفرعًا من فروع السلالة الكابيتية. وهي واحدة من ثلاثة سلالات ملكية منفصلة تُسمى "أنجفين"، أي "من أنجو" في فرنسا. تأسست على يد شارل الأول، أصغر أبناء لويس الثامن ملك فرنسا، الذي حكم أولًا مملكة صقلية في القرن الثالث عشر. لاحقًا، أجبرته مذبحة المساء الصقلية على مغادرة جزيرة صقلية، تاركةً له النصف الجنوبي من شبه الجزيرة الإيطالية المعروف بمملكة نابولي. استمرت السلالة وفروعها المختلفة في التأثير على تاريخ جنوب ووسط أوروبا خلال العصور الوسطى حتى انقرضت في عام 1435.
تاريخيًا، حكمت السلالة مقاطعات أنجو، ومان، وتورين، وبروفانس، وفوركالكير؛ وإمارات آخايا وطارانتو؛ وملوك صقلية، ونابولي، والمجر، وكرواتيا، وألبانيا، وبولندا.